# Afriberina rungsi
Afriberina rungsi là một loài bướm đêm trong họ Geometridae.